# Cachoeira (Bahia)

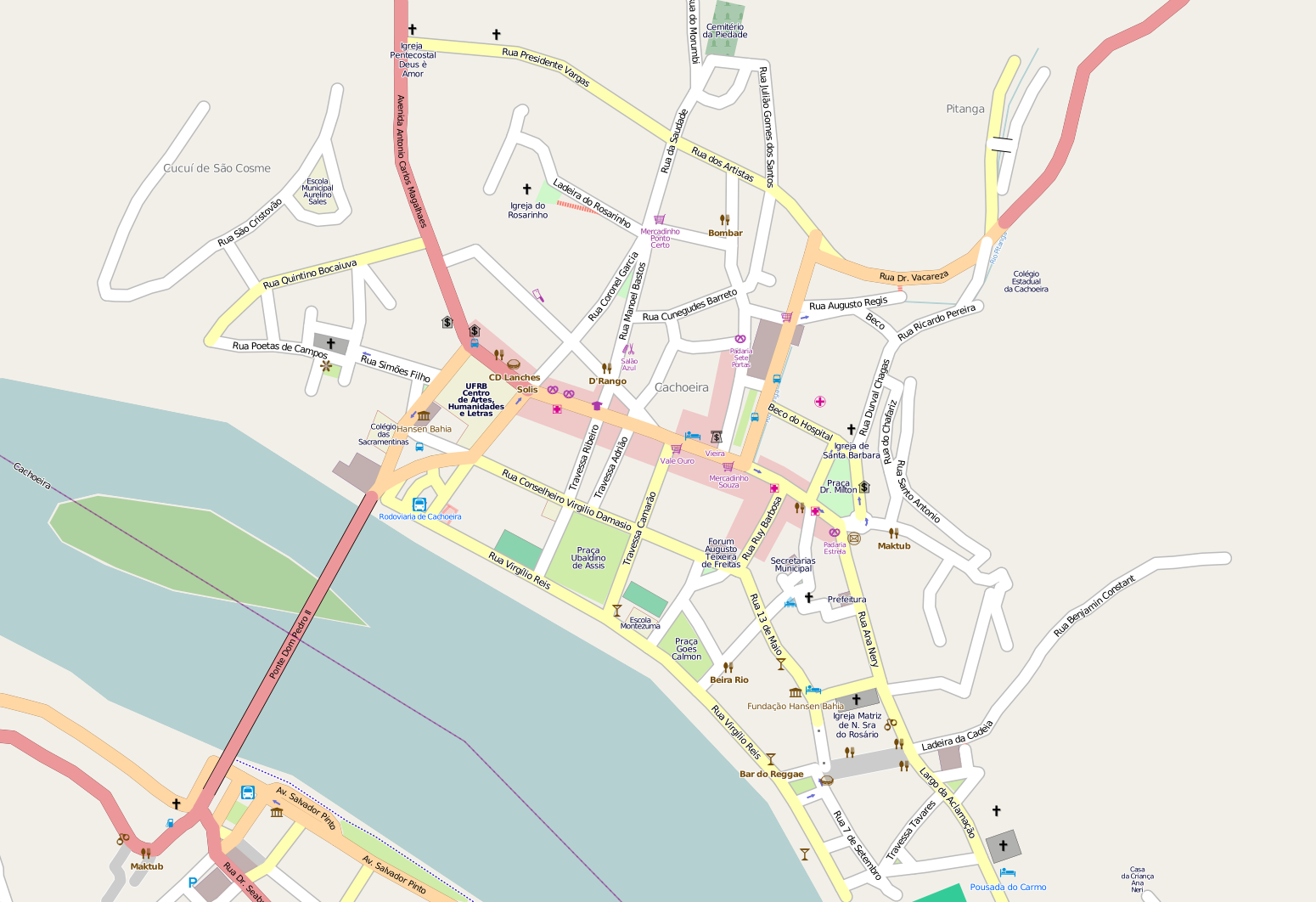
Mapa da cidade de Cachoeira, no OpenStreetMap.

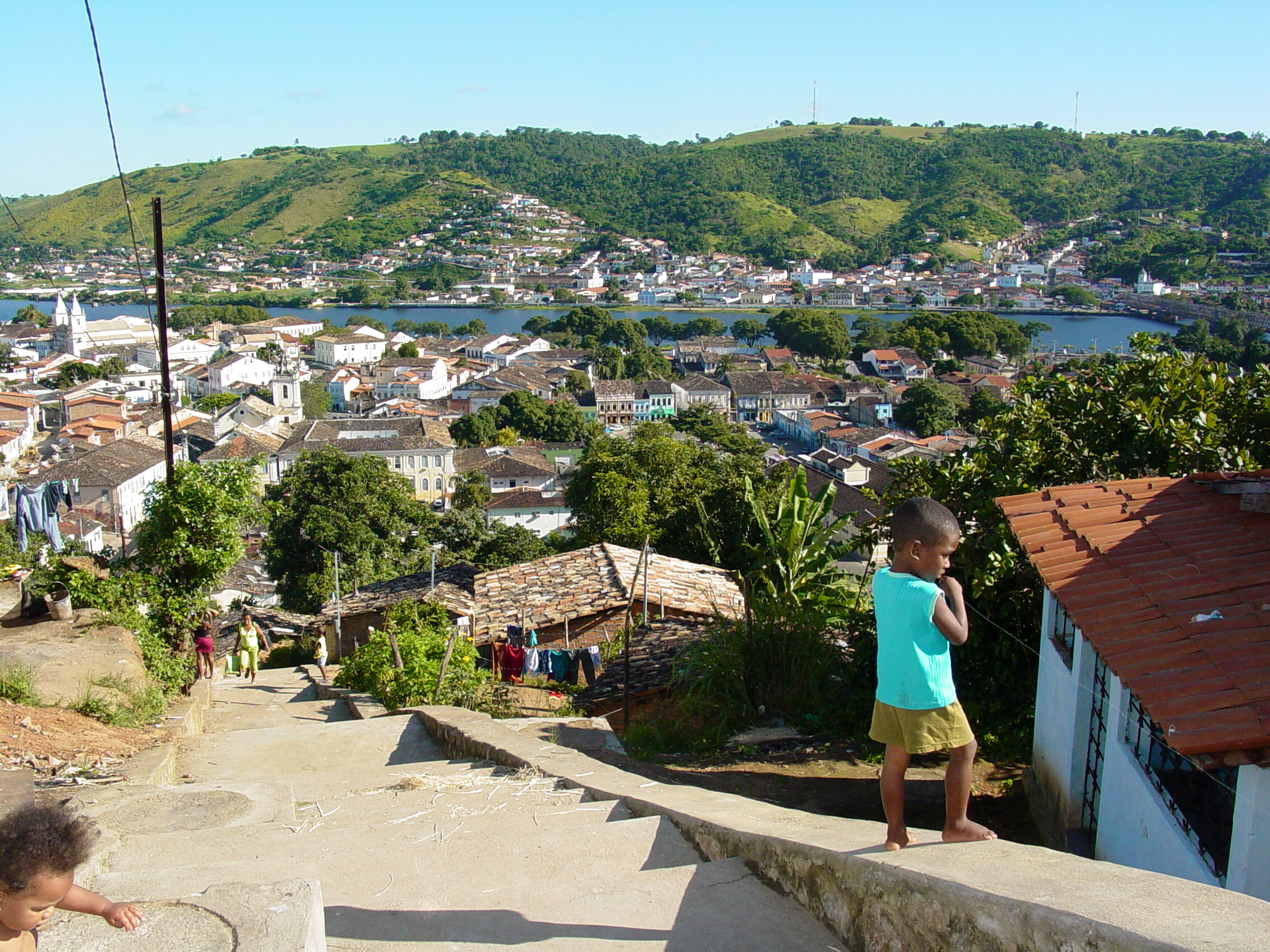
Cachoeira e o Rio Paraguaçu. Do outro lado do rio, a cidade de São Félix

Cachoeira é um município brasileiro no estado da Bahia. Situa-se às margens do Rio Paraguaçu. Está distante cerca de 120 km da capital do estado, Salvador. Sua área é de 395 quilômetros quadrados e a população, conforme estimativas do Instituto Brasileiro de Geografia e Estatística (IBGE) de 2024, foi de 30 550 habitantes.
Cachoeira é uma das cidades baianas que mais preservaram a sua identidade cultural e histórica com o passar dos anos, o que a faz um dos principais roteiros turísticos históricos do estado. Além disto, a imponência do seu casario barroco, das suas igrejas e museus, levou a cidade a alcançar o status de "Cidade Monumento Nacional" e "Cidade Heroica" (pela participação decisiva nas lutas pela independência do Brasil) a partir do Decreto nº 68.045, de 13 de janeiro de 1971, assinado pelo presidente Emílio Garrastazu Médici.

## História

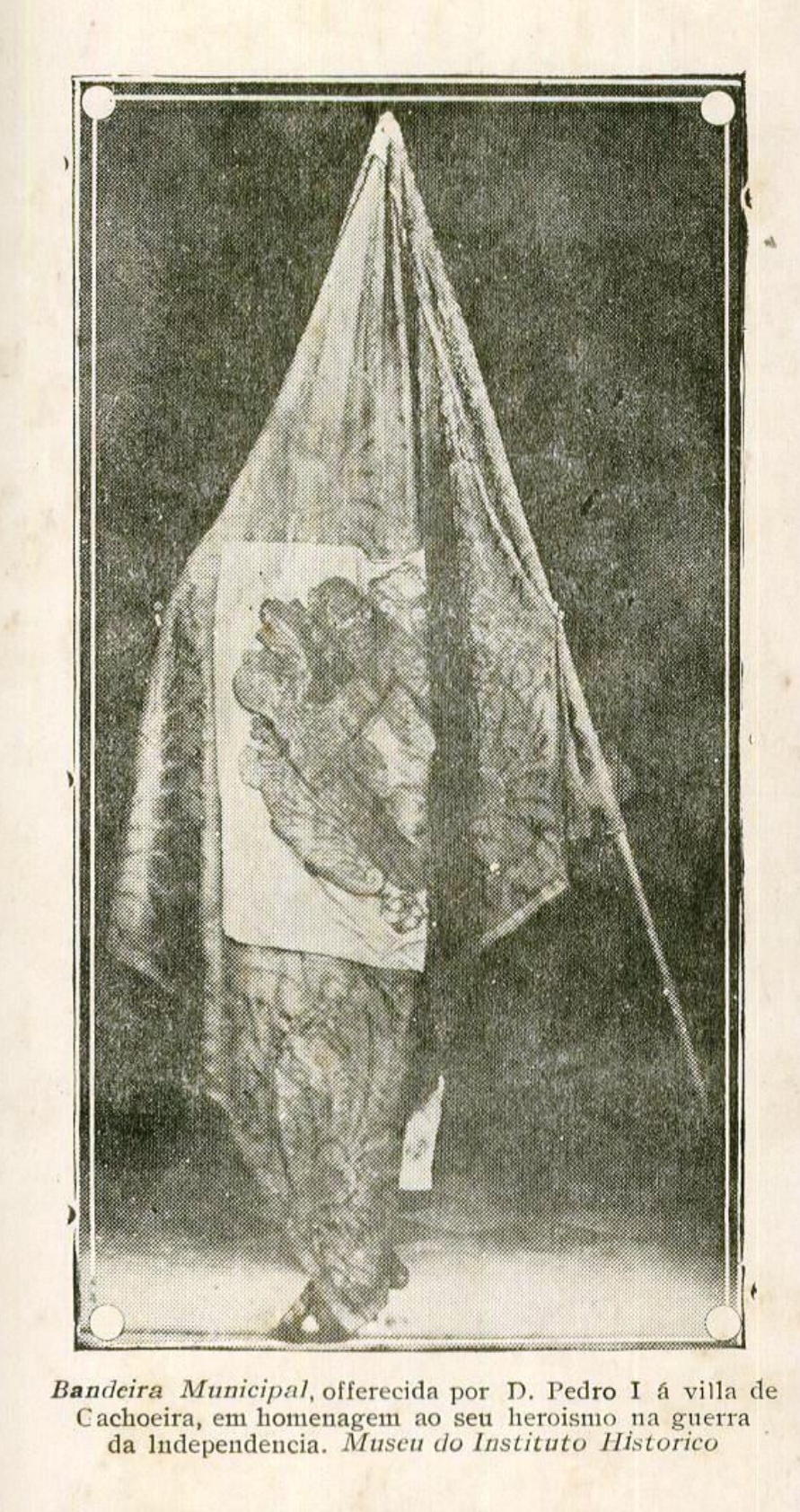
Bandeira municipal oferecida pelo imperador Dom Pedro I à vila de Cachoeira pelo seu heroísmo durante da guerra da Independência, localizada no Museu do Instituto Geográfico e Histórico da Bahia. Fotografia de 1923

Por volta do ano 1000, os índios tapuias que habitavam a região foram expulsos para o interior do continente devido à chegada de povos tupis procedentes da Amazônia. No século XVI, quando chegaram os primeiros europeus à região, a mesma era habitada pela tribo tupi dos tupinambás.
A fundação do povoado é atribuída ao célebre náufrago português Diogo Álvares Correia, o Caramuru. Foi a iniciativa de duas famílias portuguesas, os Dias Adorno e os Rodrigues Martins, que possibilitou sua elevação a Freguesia de Nossa Senhora do Rosário em 1674. Devido à sua localização estratégica, um entroncamento de importantes rotas que se dirigiam ao sertão, ao Recôncavo, às Minas Gerais ou a Salvador, então capital da colônia, logo passou a se enriquecer e, em 1698, tornou-se a Vila de Nossa Senhora do Rosário do Porto da Cachoeira do Paraguaçu - o nome se dá por se situar próxima às quedas d'água presentes na cabeceira do Rio Paraguaçu. Essa Vila da Cachoeira distava 14 léguas da capital e cumpriu uma função logística destacável, pois conectava a rota comercial fluvial com uma rede terrestre de produtores do Recôncavo e de outras áreas da Capitania da Bahia.
O desenvolvimento do cultivo de cana-de-açúcar, da mineração de ouro no Rio das Contas e a intensificação do tráfico pelas estradas reais e da navegação do Rio Paraguaçu colaboraram para o rápido desenvolvimento econômico da região a partir do século XVIII. Segundo José Joaquim de Almeida e Arnizau, a Vila de Cachoeira era um ponto confluente das rotas comercias da Capitania da Bahia. Já em inícios de 1800, a sociedade cachoeirana detinha grande influência política e participa ativamente das guerras pela Independência da Bahia, em 1821, constituindo a Junta de Defesa.
A vila foi elevada à categoria de cidade por decreto imperial de 13 de março de 1837 (Lei Provincial nº 44).
Cachoeira é considerada monumento nacional pelo Instituto do Patrimônio Histórico e Artístico Nacional.
Cachoeira também é a segunda capital do estado, de acordo como a Lei Estadual nº 10.695/07. Todos os anos, no dia 25 de junho, o governo estadual é transferido para a cidade, num reconhecimento histórico pelos feitos da cidade em prol do país.

## Política

### Cidades-irmãs
Cachoeira possui as seguintes cidades-irmãs:
- São Félix, Brasil[14]

## Patrimônios

### Casa de Câmara e Cadeia Pública
Construída entre os anos de 1698 e 1712, a Casa de Câmara e Cadeia Pública situa-se no limite da parte plana de Cachoeira, posição estratégica para proteger o prédio das enchentes do Rio Paraguaçu. Por duas vezes, a construção foi sede do Governo Legal da Província. Foi nela ainda que Dom Pedro I foi aclamado Regente e Defensor do Brasil, em 1822. O sobrado possui elementos característicos do estilo barroco e mantém telas de importante valor histórico, como o "Retrato de D. Pedro II", de José Couto e "O primeiro passo para a independência da Bahia", de Antônio Parreiras. O prédio atualmente abriga a Câmara Municipal de Cachoeira e funciona como galeria e museu na parte interna inferior, onde antes se encontrava a cadeia.

### Convento e Igreja Nossa Senhora do Carmo

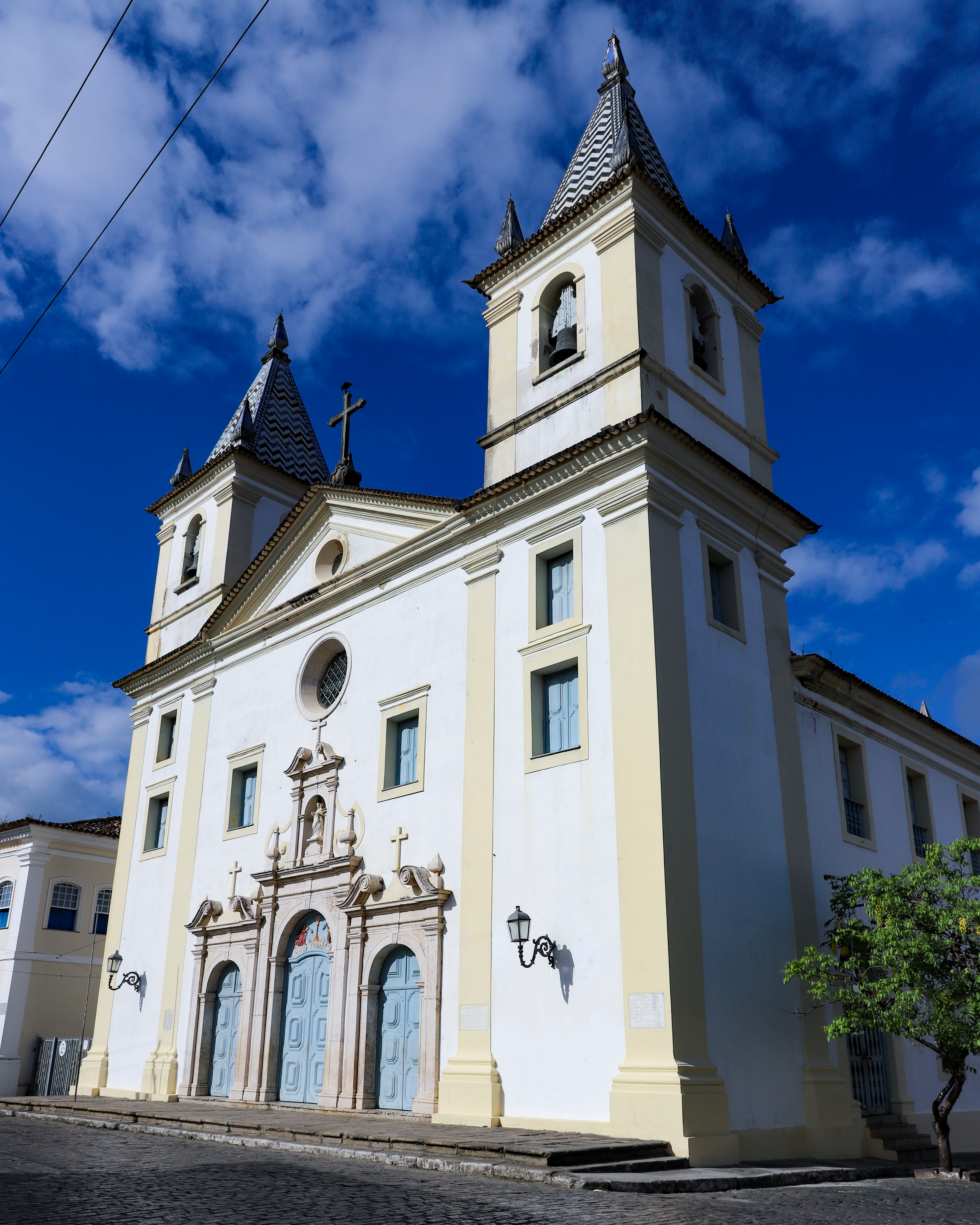
Matriz do Rosário

### Igreja Matriz de Nossa Senhora do Rosário
Construção do Século XVIII localizada entre a Rua Ana Nery e a Praça 13 de Maio, a Igreja Matriz Nossa Senhora do Rosário leva o nome da santa padroeira do município. A igreja Se destaca pela riqueza de seu interior, que possui imagens, telas, alfaias, sacrário de prata e revestimento de azulejos historiados. Do interior de suas torres piramidais, também revestidas de azulejo, é possível apreciar a vista de quase toda a cidade de Cachoeira e parte de São Félix. O local possui um dos maiores conjunto de azulejos portugueses existente no Brasil, juntamente com o convento de São Francisco no centro histórico de Salvador. Um dos maiores fora de Portugal.

### Igreja Nossa Senhora da Ajuda

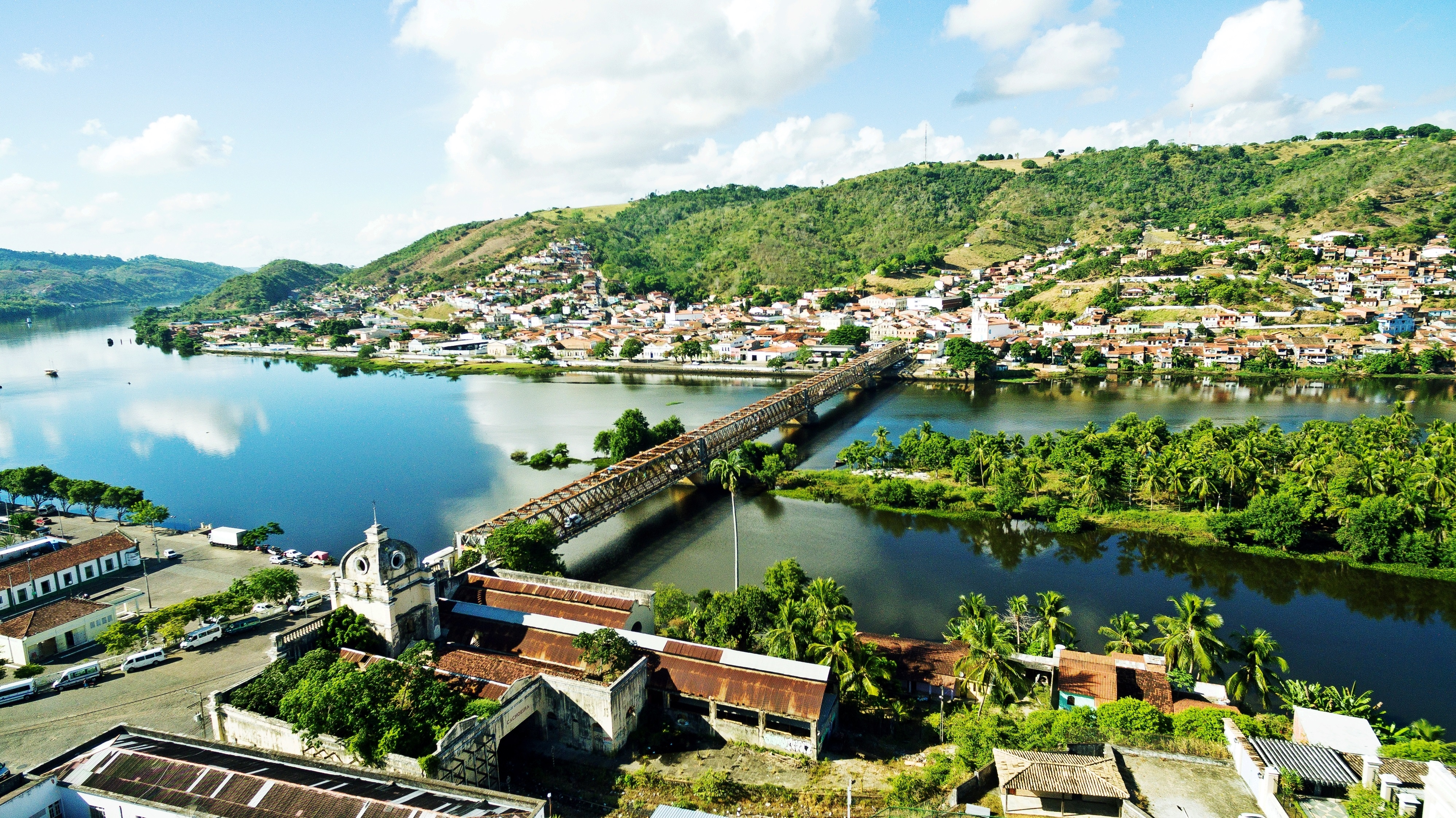
Imperial Ponte Dom Pedro II

### Imperial Ponte Dom Pedro II

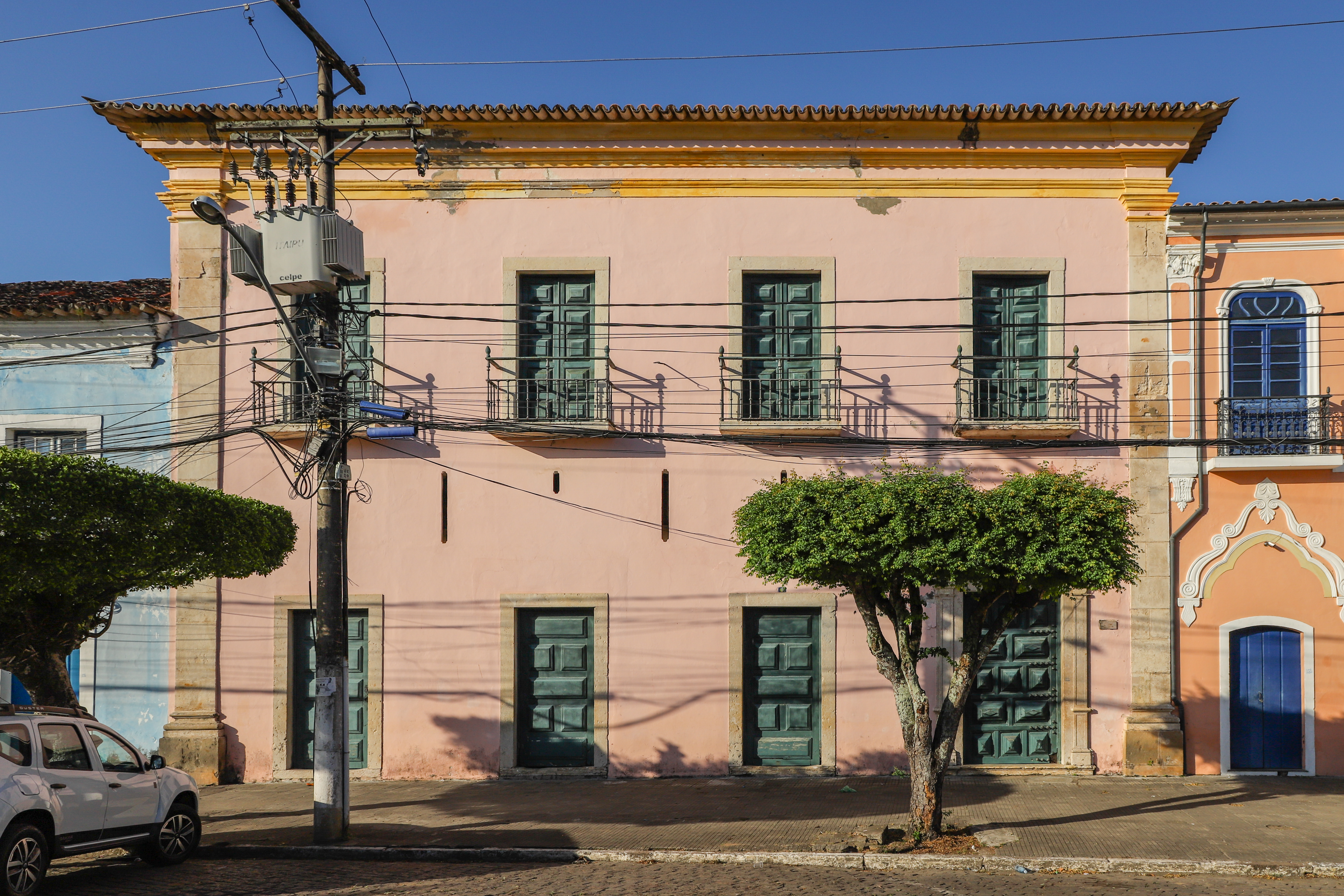
Museu Regional da Cachoeira

### Museu Regional da Cachoeira - Sede do IPHAN

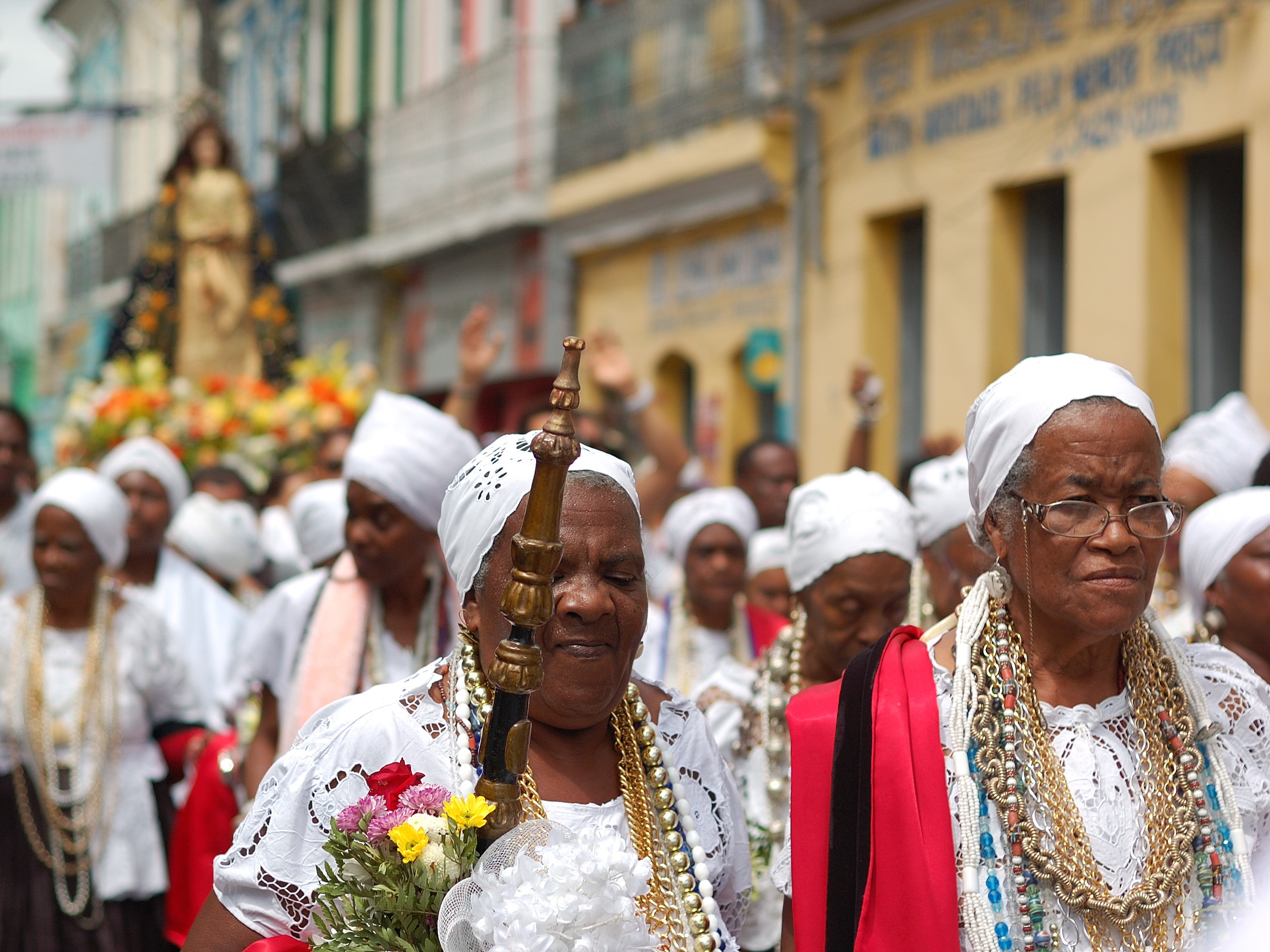
Irmandade da Boa Morte

### Centro Cultural da Irmandade da Boa Morte
Centro cultural com o objetivo de preservação da cultura afro-brasileira na Bahia e valorizar a tradicional festa que é patrimônio imaterial da Bahia, a Festa da Boa Morte. Foi reinaugurada em 2014, após ter sido reformado.

### Outras atrações
- Flica (outubro, data móvel)[19]

## Galeria

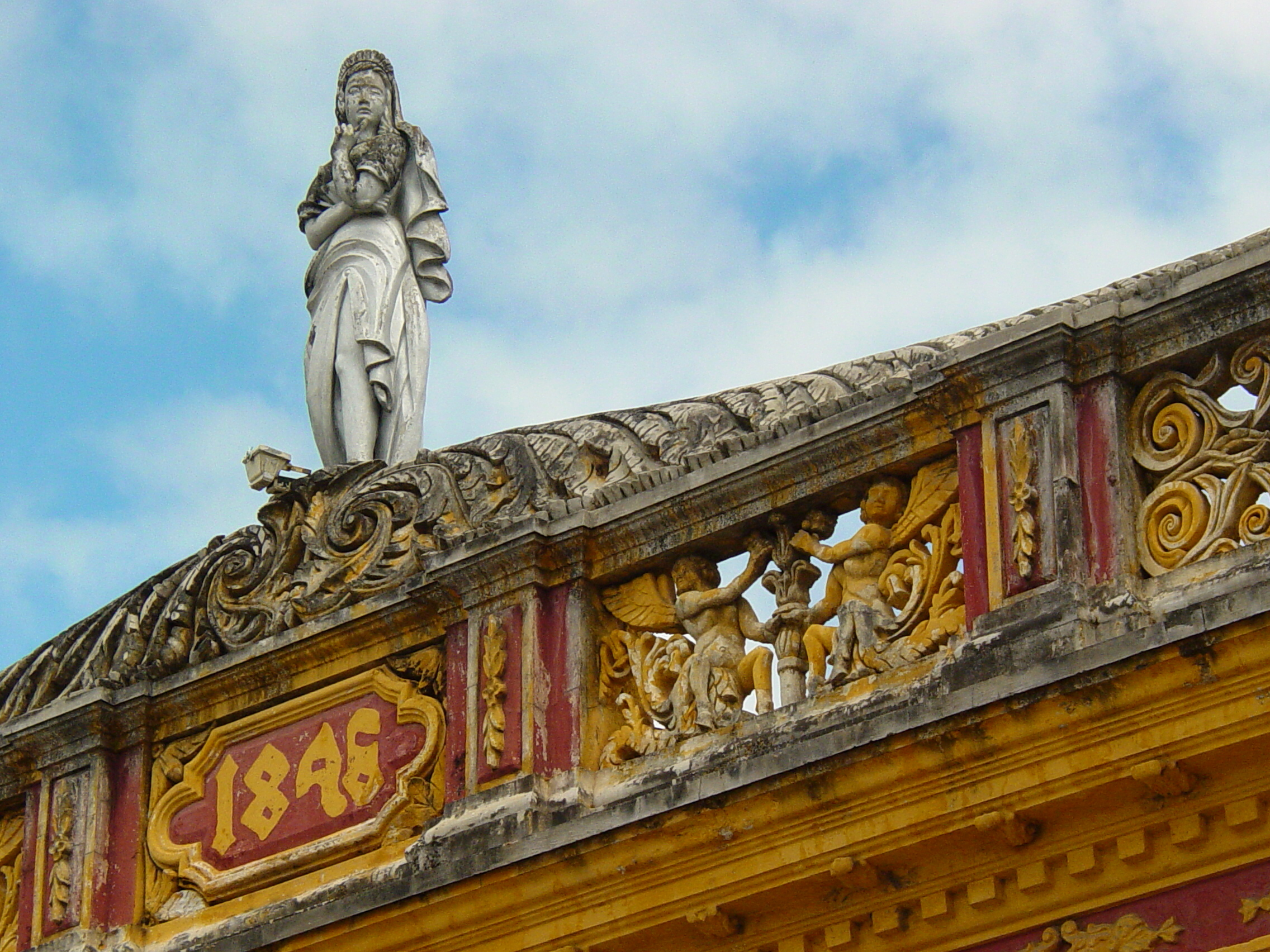
Detalhe de construção do século XIX
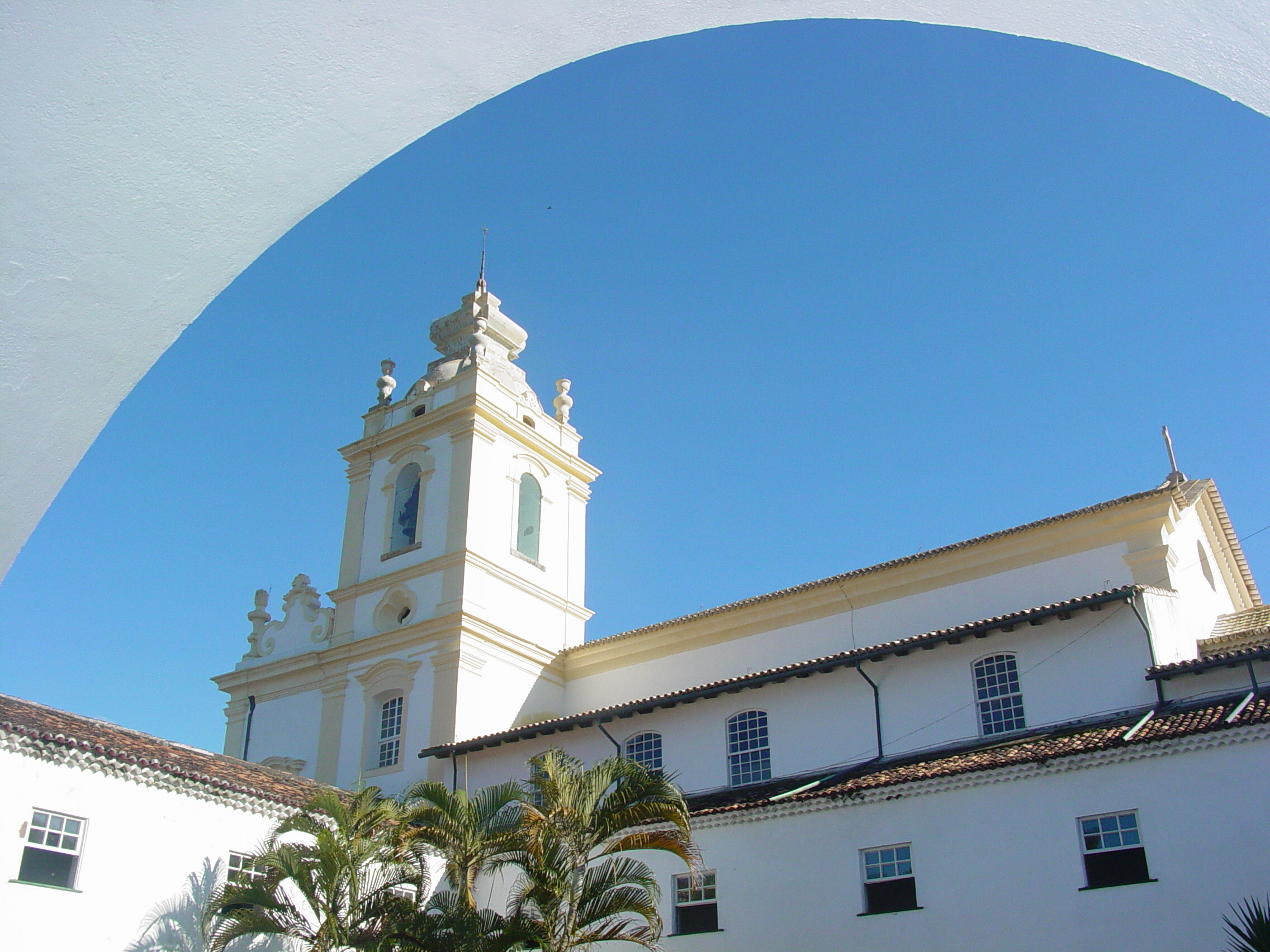
Igreja da Ordem Terceira do Carmo
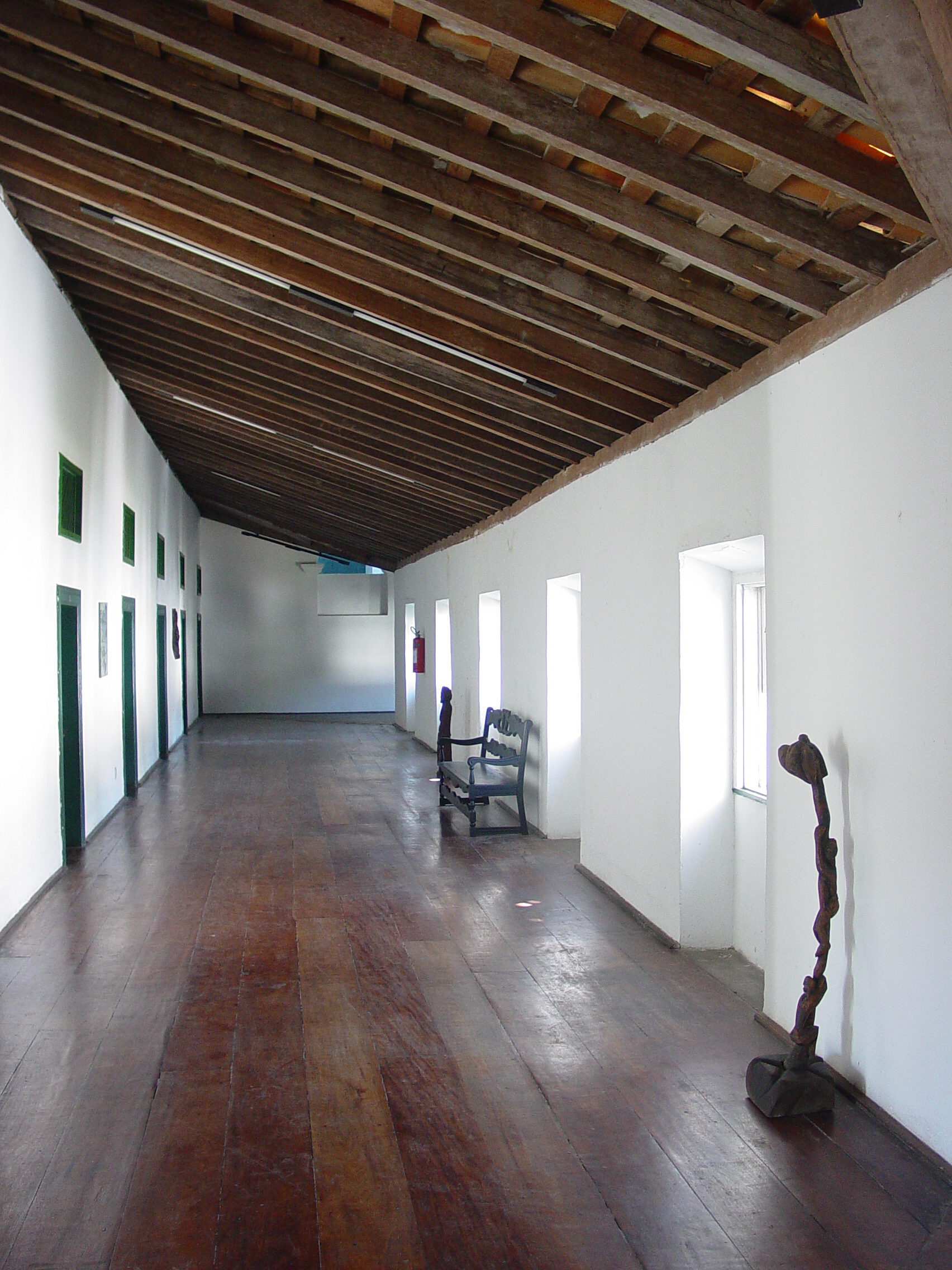
Pousada do Convento do Carmo
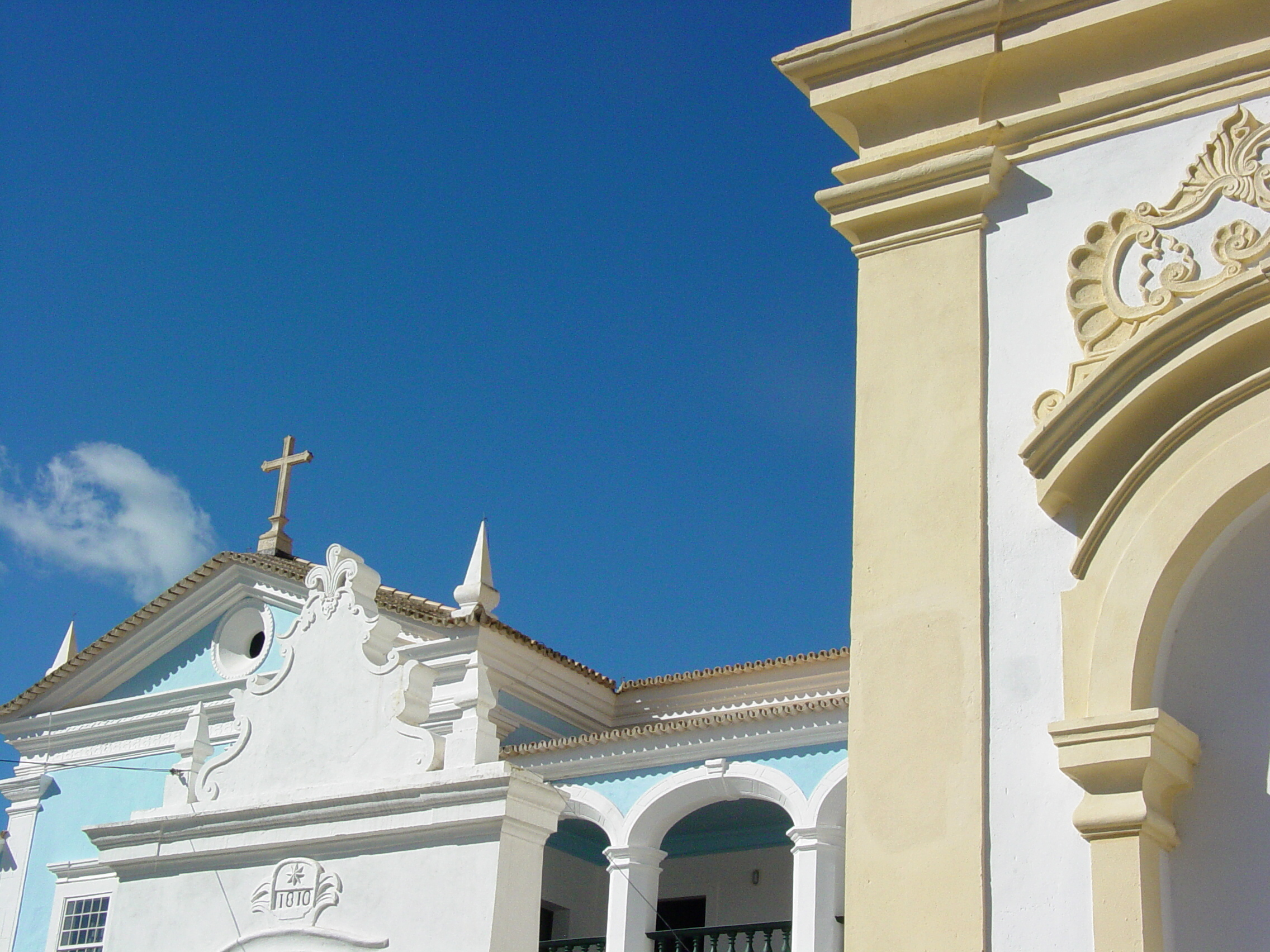
Construções do século XIX
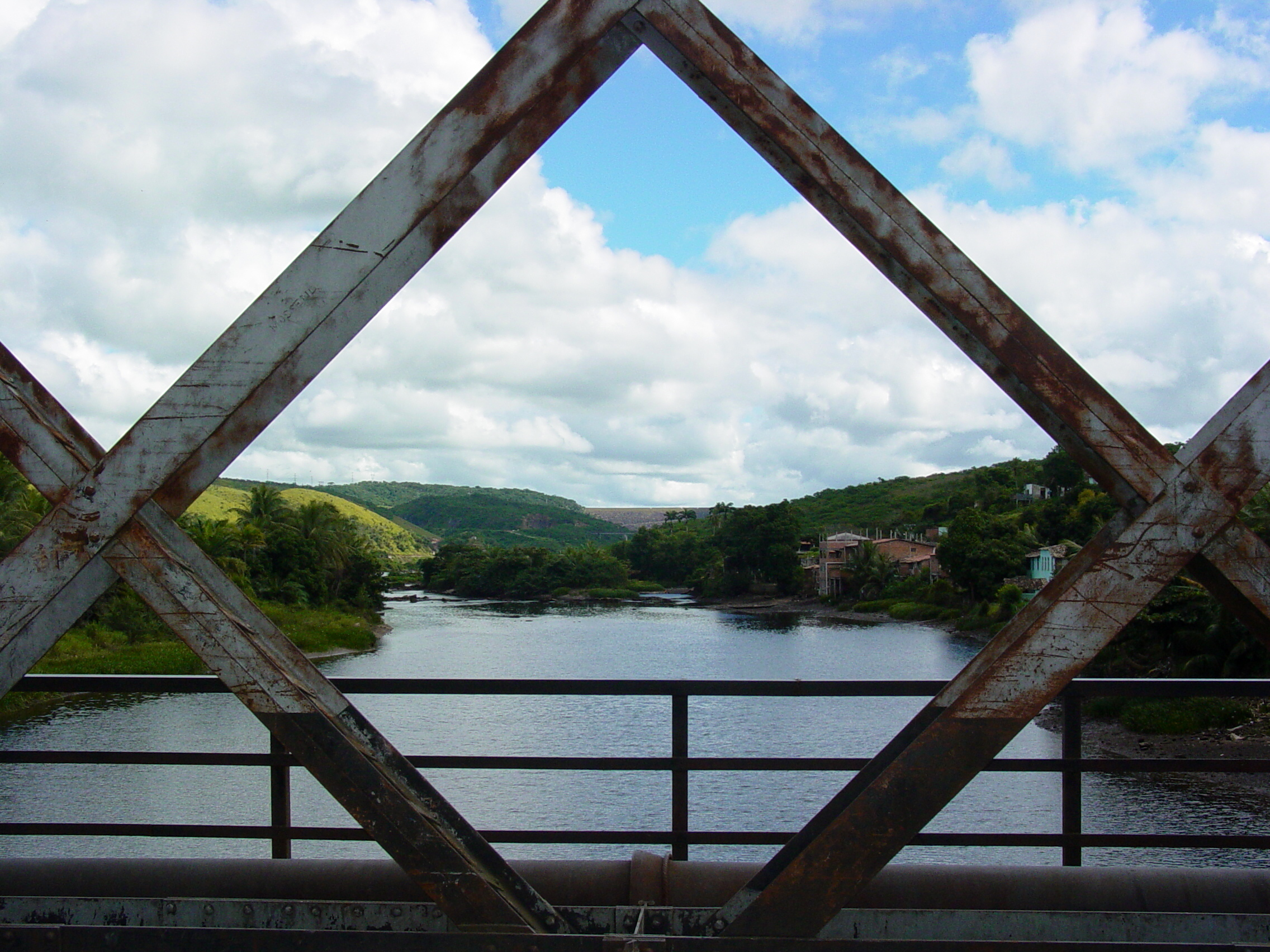
Vista da ponte que liga Cachoeira a São Félix